# Куколь-Яснопольский, Степан Александрович
Степа́н Алекса́ндрович Куколь-Яснопольский (9 (21) февраля 1859 — после 1917) — товарищ министра внутренних дел А. Д. Протопопова, член Государственного совета по назначению. Тайный советник.

## Биография
Происходил из старинного дворянского рода. Родился 9 (21) февраля 1859 года.
Окончил частную гимназию Креймана в Москве (1879) и юридический факультет Московского университета со степенью кандидата прав (1884).
По окончании университета поступил на службу в Земский отдел Министерства внутренних дел. Занимал должности делопроизводителя (1891—1895) и помощника управляющего Земским отделом (1895—1900). На два года командировался в Лейпциг, Гейдельберг и Лондон. В 1900 году был назначен и. д. начальника Управления по делам о воинской повинности, 15 ноября 1901 года утвержден в этой должности, произведён в действительные статские советники (1 сентября 1901). В 1901 году был назначен также непременным членом Медицинского совета МВД. 
С 6 декабря 1907 года состоял в чине тайного советника. В 1914 и 1915 годах принимал участие в съездах Объединенного дворянства в качестве особо приглашённого.
В октябре 1916 года был назначен товарищем министра внутренних дел А. Д. Протопопова (лично познакомился с ним во время прохождения через Государственную думу законопроекта о новом Уставе воинской повинности). 31 января 1917 года, по инициативе Протопопова, назначен членом Государственного совета. Входил в правую группу. Во время Февральской революции был арестован, с 4 по 13 марта содержался в Трубецком бастионе Петропавловской крепости, затем был освобожден.
Судьба после 1917 года неизвестна. По воспоминаниям эмигранта В. Ф. Романова, Куколь-Яснопольский скончался в 1921 году: «С христианским смирением принял С. А. свою долю лишенного заработка, выброшенного за борт человека; личных средств у него не было и он, в зиму 1921 г. скончался от материальных невзгод в нищете и голоде, считая все происшедшее Волею Бога, на которого нельзя роптать».
Был женат на княжне Марии Николаевне Чавчавадзе, скончавшейся 11 августа 1935 года в Белграде.

## Награды
- Орден Святой Анны 2-й ст. (1894)
- Орден Святого Владимира 3-й ст. (1904)
- Орден Святого Станислава 1-й ст. (1905)
- Орден Святой Анны 1-й ст. (1910)
- Орден Святого Владимира 2-й ст. (1913)
- Орден Белого Орла за труды по мобилизации 1914 года (1915).